# Paul Rees
Paul Rees (ur. 20 kwietnia 1986 roku w Oksfordzie) – brytyjski kierowca wyścigowy. Syn byłego kierowcy Formuły 1 Alana Reesa.

## Życiorys
Rees rozpoczął karierę w wyścigach samochodowych w 2003 roku od startów w edycji zimowej Brytyjskiej Formuły Renault, nie był jednak klasyfikowany. W późniejszych latach pojawiał się także w stawce Brytyjskiej Formuły BMW, Amerykańskiej Formuły BMW, Francuskiej Formuły Renault, Formuły Palmer Audi, Formuły 2, Porsche Supercup, FIA GT3 European Championship oraz International GT Open.
W Mistrzostwach Formuły 2 wystartował w 2010 roku. Z dorobkiem osiemnastu punktów uplasował się na osiemnastej pozycji w klasyfikacji generalnej.

## Wyniki

### Podsumowanie
| Sezon | Seria                                     | Zespół                     | Wyścigi | Zwycięstwa | PP | NO | Podium | Punkty | Pozycja |
| ----- | ----------------------------------------- | -------------------------- | ------- | ---------- | -- | -- | ------ | ------ | ------- |
| 2003  | Brytyjska Formuła Renault (edycja zimowa) | Falcon                     | 2       | 0          | 0  | 0  | 0      | 0      | NS      |
| 2005  | Brytyjska Formuła BMW                     | Team SWR Pioneer           | 14      | 0          | 0  | 0  | 0      | 2      | 23      |
| 2005  | Amerykańska Formuła BMW                   | Walker Racing              | 2       | 0          | 0  | 0  | 0      | 1      | 21      |
| 2006  | Brytyjska Formuła BMW                     | Team SWR Pioneer           | 4       | 0          | 0  | 0  | 0      | 4      | 18      |
| 2007  | Brytyjska Formuła Renault                 | Mark Burdett Motorsport    | 12      | 0          | 0  | 0  | 0      | 29     | 21      |
| 2007  | Brytyjska Formuła Renault (edycja zimowa) | Fortec Motorsport          | 4       | 0          | 0  | 0  | 0      | 37     | 11      |
| 2007  | Francuska Formuła Renault                 | Fortec Motorsport          | 2       | 0          | 0  | 0  | 0      | 0      | NS      |
| 2008  | Formuła Palmer Audi                       | MotorSport Vision          | 20      | 0          | 1  | 0  | 0      | 177    | 9       |
| 2009  | Formuła Palmer Audi                       | MotorSport Vision          | 20      | 0          | 1  | 0  | 5      | 217    | 7       |
| 2010  | Formuła 2                                 | MotorSport Vision          | 8       | 0          | 0  | 0  | 0      | 18     | 18      |
| 2011  | International GT Open                     | Mtech Limited              | 2       | 0          | 0  | 0  | 0      | 7      | 49      |
| 2011  | International GT Open - GTS               | Mtech Limited              | 2       | 0          | 0  | 0  | 0      | 7      | 24      |
| 2011  | FIA GT3 European Championship             | MTECH Motorsport           | 1       | 0          | 0  | 0  | 0      | 0      | NS      |
| 2014  | Porsche Supercup                          | MOMO-Megatron              | 2       | 0          | 0  | 0  | 0      | 0      | 29      |
| 2014  | Brytyjski Puchar Porsche Carrera          | In2 Racing                 | 19      | 1          | 1  | 0  | 4      | 250    | 3       |
| 2015  | Porsche Supercup                          | MOMO-Megatron Team PARTRAX | 1       | 0          | 0  | 0  | 0      | 0      | NS      |
| 2015  | Brytyjski Puchar Porsche Carrera          | In2 Racing                 | 14      | 0          | 0  | 0  | 0      | 110    | 8       |